# Lewis Hamilton
 Sir Lewis Carl Davidson Hamilton (Stevenage, Hertfordshire, Velika Britanija, 7. siječnja 1985.) je britanski vozač automobilističkih utrka, koji se trenutno natječe u Formuli 1 za momčad Ferrarija.
Nakon osvajanja šest naslova u raznim karting natjecanjima od 1995. do 2000., Hamilton je debitirao u jednosjedu 2001. u Britanskoj Formuli Renault Winter Series. Godine 2003. osvaja naslov prvaka u Britanskoj Formuli Renault 2.0 za momčad Manor Motorsport, a 2005. naslov prvaka u Euro Formula 3 prvenstvu za momčad ASM Formule 3. Sljedeće 2006. osvaja naslov prvaka u GP2 Series prvenstvu za momčad ART Grand Prix, a 2007. debitira u Svjetskom prvenstvu Formule 1 za momčad McLaren, čiji je član bio od 1998. Prve sezone osvaja titulu viceprvaka, samo jedan bod iza prvaka Kimija Räikkönena, dok sljedeće 2008. osvaja prvi naslov prvaka za jedan bod ispred Felipea Masse. Godine 2010. ulazi u posljednju utrku kao jedan od četiri pretendenata za osvajanje naslova prvaka, no sezonu na kraju završava na četvrtom mjestu. Godine 2012. vozi kompetentan bolid za titulu, no učestali kvarovi kao i greške u boksevima, udaljavaju ga od osvajanja naslova čak tri utrke prije kraja sezone. Od 2013. vozi za Mercedes, a 2014. i 2015. osvaja drugi i treći naslov svjetskog prvaka u Formuli 1. Nakon titule viceprvaka 2016., gdje je naslov osvojio njegov momčadski kolega Nico Rosberg, Hamilton od 2017. do 2020. osvaja četiri uzastopna naslova svjetskog prvaka. Godine 2021. osvaja još jednu titulu viceprvaka iza prvaka Maxa Verstappena. Hamilton je vlasnik mnogih rekorda u Formuli 1, uključujući one s najviše pobjeda (103.), najviše pole positiona (103.) i najviše postolja (192.), dok rekord od sedam osvojenih naslova svjetskog prvaka dijeli s Michaelom Schumacherom.

## Djetinjstvo i mladost
Lewis Hamilton je rođen 7. siječnja 1985. godine u Stevenageu, Hertfordshireu, Velikoj Britaniji. Fascinirani uspjesima veličanstvenog američkog atletičara, roditelji, Anthony i Carmen, dali su mu ime po jednom od najvećih, a možda i najvećem športašu u povijesti – Carlu Lewisu. Hamiltonova majka, Carmen Brenda Larbalestier (sada u braku kao Carmen Brenda Lockhart) je bjelkinja, dok je njegov otac, Anthony Hamilton, crnac. Roditelji Anthonyja Hamiltona emigrirali su iz Grenade u Veliku Britaniju 1950-ih. Lewisovi roditelji su se rastavili kad je imao dvije godine te je živio s majkom i s dvije polusestre Nicolom i Samanthom sve dok nije napunio dvanaest godina, kada je počeo živjeti sa svojim ocem, maćehom Lindom i polubratom Nicolasom (koji ima cerebralnu paralizu). U ranoj 2011., Nicolas je potpisao ugovor za Total Control Racing, gdje je vozio sezonu u Renault Clio Cupu. Lewis je odgajan kao rimokatolik dok je živio kod svog oca.
Godine 1991., Lewisu je otac kupio igračku automobila na daljinsko upravljanje, te mu je taj događaj bio prvi dodir s automobilskim natjecanjima. Odmah sljedeće godine je osvojio natjecanje u organizaciji British Radio Car Association. Lewis je izjavio: "Vozio sam automobile na daljinsko upravljanje i osvajao prvenstva protiv odraslih osoba". Kad je Lewis napunio šest godina kao za poklon na Božić je dobio karting automobil. Otac mu je rekao da će ga podržavati u onome što radi, ako bude bolji u školi. Nakon toga Lewis je postajao sve problematičniji u školi, te mu je otac morao napustiti poziciju menadžera i prijeći na poziciju izvođača radova. Kasnije je radio po tri posla u isto vrijeme da bi stigao na Lewisove utrke. Na kraju je osnovao računalnu tvrtku i sam je sinu bio menadžer. Lewisov trenutni menadžer je Simon Fuller.

## Početak utrkivanja

### Karting
Hamilton je započeo utrkivanje u kartingu 1993. na karting stazi Rye House, a 1995. osvaja prvi naslov u Super 1 National IAME Cadet prvenstvu. Sljedeće godine osvaja naslov u Kartmasters British Grand Prix - Comer Cadet kategoriji, a 1997. naslov u Super 1 National Formula Yamaha prvenstvu. Godine 1998. Ron Dennis ispunjava svoje obećanje, te Hamilton postaje član McLarenove akademije za mlade vozače, a sljedeće 1999. osvaja naslov u 29° Torneo Industrie Open - ICA kategoriji.  Iste godine osvaja titulu viceprvaka u European Championship ICA Junior kategoriji iza prvaka Reinharda Koflera. Godine 2000. u momčadi MBM.com, osvaja naslov u prvenstvu World Cup Formula A ispred Clivia Piccionea  i naslov u European Championship Formula A kategoriji ispred Nice Rosberga. Godina 2001. bila je posljednja u Hamiltonovoj kartinškoj karijeri, a najbolji rezultat je ostvario u Italian Open Masters Formula A prvenstvu, gdje je osvojio četvrto mjesto.

### Formula Renault
Od 2001. do 2003. Hamilton se natjecao u Britanskoj Formuli Renault, Britanskoj Formuli Renault Winter Series, Formuli Renault 2000 Eurocup, Formuli Renault 2000 Masters i Njemačkoj Formuli Renault 2000.
2001.
Iako je 2001. još nastupao u kartingu, Hamilton je iste godine debitirao u jednosjedu, u Formula Renault Winter Series prvenstvu za momčad Manor Motorsport. U bolidu Tatuus FR2000 s Renaultovim motorom, u četiri utrke osvojio je 48 bodova i 7. mjesto u konačnom poretku.
2002.
Sljedeće 2002. sudjeluje u Britanskoj Formuli Renault 2.0, vozeći za istu momčad, a momčadski kolege su mu bili Patrick Long, Ernesto José Viso i Matt Griffin, a posljednje dvije utrke i Fabian Coulthard, rođak Davida Coultharda. Sezona se sastojala od 11 rundi, gdje se na svakoj rundi vozila jedna utrka, osim na osmoj rundi na Snettertonu i jedanaestoj rundi na Donington Parku, gdje su se vozile dvije utrke. Na prvoj utrci na stazi Brands Hatch dolazi do prvog postolja, a na stazi Thruxton i do prve pobjede. Još dvije pobjede upisuje kasnije u sezoni opet na stazi Brands Hatch i na glavnoj utrci na stazi Donington Park. Još tri druga mjesta osvaja na prvoj utrci osme runde na Snettertonu, na stazi Knockhill, te još jednom na Thruxtonu. S ukupno tri pobjede i tri pole positiona, osvaja treće mjesto u ukupnom poretku s 274 osvojena boda.
Iste godine nastupa na posljednje četiri utrke prvenstva Formula Renault 2000 Eurocup za momčad Manor Motorsport u bolidu Tatuus FR2000. Pobjeđuje na Donington Parku, te osvaja još dva druga mjesta na stazama Imola i Estoril. S osvojena 92 boda, zauzima peto mjesto u konačnom poretku vozača.
2003.
Godine 2003. nastavlja natjecanje u Britanskoj Formuli Renault 2.0 za momčad Manor Motorsport u bolidu Tatuus FR2000 s Renaultovim motorom, te ostvaruje impresivan učinak. U 15 utrka, pobjeđuje čak deset puta, te ostvaruje još tri postolja. Sezona se sastojala od jedanaest rundi, gdje su se na šest rundi vozile po dvije utrke, a na preostalih pet rundi po jedna utrka. Hamilton je u prvim kvalifikacijama 19. travnja na stazi Snetterton stigao do prvog pole positiona, no utrku je završio na drugom mjestu iza pobjednika Mikea Conwaya. No drugoj utrci na istoj stazi osvaja treće mjesto. Nakon što je na Brands Hatchu upisao prvo odustajanje, na trećoj rundi na stazi Thruxton, osvaja još jedno drugo mjesto, ovoga puta iza pobjednika Jamesa Rossitera. Nakon toga Hamilton upisuje dvije pobjede na četvrtoj i petoj rundi na stazama Silverstone i Rockingham, te još dvije pobjede na obje utrke šeste runde na stazi Croft. Prvu utrku sedme runde na Donington Parku je krenuo s pole positiona, no na kraju je morao odustati. Nakon toga upisuje šest uzastopnih pobjeda. Na drugoj utrci sedme runde na Donington Parku, na osmoj rundi opet na Snettertonu, te na devetoj i desetoj rundi, gdje su se vozile po dvije utrke opet na Brands Hatchu i Donington Parku. Prvenstvo osvaja s 419 bodova, odnosno 48 bodova ispred drugoplasiranog Alexa Lloyda, s tim da posljednje dvije utrke na posljednjoj jedanaestoj rundi na stazi Oulton Park nije uopće vozio.
Tijekom godine, nastupa i na utrkama Korea Super Prix i Macau Grand Prix, no odustaje na obje utrke, a pridružuje se još i nekolicini prvenstava. U Formula Renault 2000 Masters prvenstvu nastupa na dvije utrke druge runde na stazi Assen 2. i 3. kolovoza. Prvu utrku je službeno završio na četvrtom mjestu, no bez dodjele bodova, jer je utrka prekinuta nakon samo tri kruga zbog velikog sudara Juniora Strousa i Gieda van der Gardea. Drugu utrku sljedeći dan završava na drugom mjestu iza pobjednika Simona Pagenauda. U dvije odvožene utrke od osam u kalendaru, Hamilton osvaja 24 boda i 12. mjesto u konačnom poretku vozača. Nastupio je i na dvije utrke u Njemačkoj Formuli Renault 2000, no nije uspio osvojiti bodove.
Nastupio je i na dvije utrke posljednje runde na Brands Hatchu 28. rujna u Britanskoj Formuli 3. Nakon što je prvu utrku odustao zbog puknuća gume, na drugoj je doživio jedan od svojih najtežih sudara u automobilističkoj karijeri. Pokušavajući prestići svog momčadskog kolegu Tora Gravesa, došlo je do sudara u kojem su oba vozača završila u barijerama, nakon čega je utrka prekinuta. Graves je završio sa slomljenim prstom, dok je izvlačenje Hamiltona iz bolida potrajalo. S vratom u ovratniku, Hamilton je kolima hitne pomoći odvezen u bolnicu. Povrede vrata i kralježnice nisu bile opasne, ali liječnici su ga zadržali preko noći na promatranju.

## Euro Formula 3

### Manor Motorsport (2004.)
Nakon osvajanja naslova u Britanskoj Formuli Renault, Hamilton se 2004. natjecao u Euro Formula 3 prvenstvu. Nastavio je voziti za momčad Manor Motorsport u Dallara F302/049 bolidu s Mercedesovim motorom, a momčadski kolega mu je bio Charles Zwolsman Jr. Sezona koja je počela 17. travnja na Hockenheimringu, a završila 3. listopada na istoj stazi, sadržavala je deset rundi, na kojim su se vozile po dvije utrke. Prve bodove je osvojio na drugoj utrci prve runde, kada je utrku završio na šestom mjestu. Nakon što na drugoj rundi na Estorilu nije osvojio bodove, na drugoj utrci treće runde na stazi Adria osvaja peto mjesto. Na obje utrke četvrte runde na stazi Pau, Hamilton četvrtim i sedmim mjestom osvaja bodove. Prvi pole position osvaja u kvalifikacijama za prvu utrku pete runde na Norisringu, a sutradan na utrci dolazi do prve i jedine pobjede u sezoni. Nakon što je na drugoj utrci na Norisringu osvojio treće mjesto, Hamilton je ostao bez bodova na šestoj rundi koja se vozila na Magny-Coursu. Još jedno postolje osvaja na prvoj utrci sedme runde na Nürburgringu, dok na drugoj utrci na istoj stazi osvaja četvrto mjesto. Na osmoj rundi na Zandvoortu osvaja treće i šesto mjesto, a u bodovima završava i na obje utrke deve runde, koja se vozila na stazi Brno. Posljednje postolje osvaja na desetoj rundi na Hockenheimringu, kada osvaja drugo mjesto iza pobjednika Nicolasa Lapierrea. S osvojenih 68 bodova, Hamilton završava na petom mjesto konačnog poretka vozača.
Iste godine pobjeđuje na utrci Bahrain F3 Superprix na stazi Sakhir, a nastupa i na utrkama Masters of Formula 3 i Macau Grand Prix, gdje osvaja sedmo i četrnaesto mjesto.

### ASM (2005.)
Sljedeće 2005. Hamilton odlazi iz Manora u momčad ASM, a momčadski kolega mu je Adrian Sutil. Za razliku od prve sezone, Hamilton ove godine dominantno osvaja naslov prvaka. U 20 odvezenih utrka, pobjeđuje čak 15 puta, te ostvaruje još dva postolja i 13 pole positiona, vozeći bolid Dallara F305 s Mercedesovim motorom. Sezona je započela i završila na stazi Hockenheimring, a sadržavala je deset rundi, na kojima su se vozile po dvije utrke. Hamilton je do prvog pole positiona i prve pobjede stigao na prvoj utrci, dok je na drugoj utrci osvojio treće mjesto. Na sljedeće dvije utrke druge runde na stazi Pau je upisao dvije pobjede. Zajedno s Átilom Abreuom, Sebastianom Vettelom, Paulom di Restom, Thomasom Holzerom, Lucasom di Grassijem, Gregom Franchijem i Richardom Antinuccijem biva diskvalificiran nakon prve utrke treće runde na Spa-Francorchampsu, zbog kršenja tehničkih propisa jer dimenzije difuzora svih osam bolida nisu udovoljavale propisima. Na drugoj utrci na Spa-Francorchampsu, kao i na obje utrke četvrte runde u Monacu dolazi do tri uzastopne pobjede. Nakon trećeg mjesta na prvoj utrci pete runde na stazi Oschersleben, ponovo upisuje tri uzastopne pobjede na drugoj utrci na Oscherslebenu i na obje utrke šeste runde na Norisringu. Prvu utrku sedme runde na Nürburgringu završava izvan osvajača bodova, dok na drugoj utrci pobjeđuje. Nakon starta s pole positiona na prvoj utrci osme runde na Zandvoortu, Hamilton upisuje prvo i jedino odustajanje u sezoni. Na drugoj utrci na Zandvoortu, kao i na obje utrke devete i desete runde na stazama Lausitz i Hockenheimring, Hamilton ostvaruje pet uzastopnih pobjeda. Naslov osvaja sa 172 boda, odnosno 78 bodova ispred drugoplasiranog Adriana Sutila koji nije vozio zadnje dvije utrke, već ga je zamijenio Maximilian Götz.
Iste godine Hamilton pobjeđuje na utrci Masters of Formula 3.

## GP2 Series

### ART Grand Prix (2006.)
Nakon osvajanja naslova u Euro Formuli 3, Hamilton se 2006. natjecao u GP2 Series prvenstvu. Ostao je u istoj momčadi koja je promijenila ime iz ASM u ART Grand Prix, a momčadski kolega mu je bio Alexandre Prémat. Sezona se sastojala od 11 rundi na kojima su se vozile po dvije utrke, osim na petoj rundi u Monacu gdje se vozila samo jedna utrka. Na glavnoj utrci prve runde u Valenciji 8. travnja na stazi Ricardo Tormo, Hamilton je u kvalifikacijama ostvario treće vrijeme – 0,5 sekundi iza Nelsona Piqueta Jr. na pole positionu, odnosno 0,3 sekunde ispred momčadskog kolege Prémata na devetom mjestu. Utrku je završio na drugom mjestu sa 16,6 sekundi iza Piqueta, nakon što je drugoplasirani na gridu Tristan Gommendy, odustao u drugom krugu zbog problema s motorom. Na sprint utrci u Valenciji, Hamilton nije mogao bolje od šestog mjesta, te se nakon dvije utrke nalazio na 3. mjestu u poretku vozača s 9 bodova, dva boda iza Nicolasa Lapierrea, odnosno šest bodova iza vodećeg Piqueta. Sezona je nastavljena na stazi Imola, istog vikenda kada se održavala posljednja Velika nagrada San Marina u Formuli 1 2006. Hamilton je ponovo zauzeo treće mjesto u kvalifikacijama, ovoga puta s 0,3 sekunde zaostatka za Gianmarijom Brunijem na pole positionu.

## Formula 1

### McLaren (2007. – 2012.)

#### 2007.
Na otvorenju sezone 2007. i u svojoj prvoj utrci u F1 Hamilton je već bio na podiju te je i nakon tog prvog podija u sljedećih osam utrka završavao među prvom trojicom. U svojoj tek šestoj F1 utrci na VN Kanade stiže do svoje prve pobjede te nastavlja s pobjeđivanjem i na sljedećoj VN SAD-a. S podija ga udaljava nesreća na kvalifikacijama na VN Europe kada je isprva bio upitan njegov nastup na toj utrci. To je bila njegova prva utrka F1 u kojoj nije osvojio bodove. Vraća se pobjedničkom ritmu već na sljedećoj VN Mađarske, ali nakon kažnjavanja njegove momčadi na toj utrci i kasnijem raspletu kada njegova momčad McLaren gubi sve konstruktorske bodove pomalo pada i njegova forma. Ipak ne zadugo, vraća se s fenomenalnom pobjedom na kišnoj VN Japana na kojoj njegov momčadski kolega i glavni suparnik za naslov prvaka Fernando Alonso odustaje. U posljednje dvije utrke ulazi nedovoljno koncentriran, opterećen velikim pritiskom mogućeg osvajanja naslova prvaka – prvog za jednog debitanta. U Kini odustaje nakon izlijetanja prilikom ulaska u boks, a u Brazilu usporen kvarom sredinom utrke i slabim nastupom osvaja tek 7. mjesto, i 2. u ukupnom poretku sa samo bodom zaostatka za osvajačem naslova Raikkonenom. Hamiltonovu izvanredno uspješnu debitantsku sezonu obilježilo je i žestoko rivalstvo s timskim kolegom i tada aktualnim svjetskim prvakom Fernandom Alonsom, koji je na kraju sezone napustio McLaren i vratio se u Renault.

#### 2008.
U sezoni 2008. sa statusom prvog vozača u timu McLaren, pobjeđuje na pet velikih nagrada i osvaja sedam najboljih startnih pozicija. Za naslov, kojeg je osvojio na Velikoj nagradi Brazila, veći dio sezone se borio zajedno s vozačem Ferrarija Felipeom Massom. Odluka o svjetskom prvaku 2008. godine je otišla na zadnju utrku te sezone u Interlagosu za VN Brazila. Hamilton je prošao Tima Glocka za 5. mjesto u zadnjem krugu što je bilo dovoljno o da uzme naslov svjetskog prvaka te se ta utrka i dan danas smatra najdramatičnijim završetkom sezone i najdramatičnijom odlukom tko će biti svjetski prvak u povijesti Formule 1.

#### 2009.
Obrana naslova 2009. u McLarenu MP4-24 nije bila moguća, ali značajno poboljšan bolid od Velike nagrade Njemačke omogućio je Lewisu da se počne boriti za pobjede. Već na idućoj utrci, Velikoj nagradi Mađarske na Hungaroringu, Lewis je pobijedio ispred Kimija Räikkönena u Ferrariju, što je ujedno bila i prva pobjeda bolida koji je opremljen KERS sustavom za obnovu kinetičke energije, odnosno prva pobjeda za bolid s hibridnim pogonom u povijesti Formule 1. Hamilton je pobijedio i u Singapuru te osvojio dodatna tri pobjednička postolja, a u poretku je završio peti i nagovijestio borbu za naslov prvaka iduće sezone.

#### 2010.
Hamilton je u vrlo izjednačenoj sezoni 2010. bio pretendent za naslov prvaka. Vezane pobjede u Turskoj i Kanadi istaknule su njegovu kandidaturu za naslov, ali Hamiltona su pogreške u Singapuru i Italiji, stajale ozbiljnog pokušaja osvajanja naslova, iako je u posljednjoj utrci bio u teoretskim kombinacijama za naslov. Sezonu je završio na četvrtom mjestu, dva mjesta ispred novog momčadskog kolege Jensona Buttona.

#### 2011.
Sezona 2011. je ostala najteža sezona u Hamiltonovoj F1 karijeri. Hamilton je imao dosta incidenata od kojih su mnogi bili s Felipeom Massom, zbog čega je često bio na razgovoru sa sucima, a odnos s medijima bio je nikad gori. Situaciju je dodatno pogoršavao nesređen privatni život, kao i Jenson Button koji se u svojoj drugoj sezoni za McLaren pokazao u mnogo boljem svjetlu. Iako su oboje ostvarili po tri pobjede (Hamilton je osvojio Kinu, Njemačku i Abu Dhabi), Button je završio drugi u ukupnom poretku, a Hamilton peti. Bilo je to prvi puta da je Hamilton završio sezonu iza momčadskog kolege. Hamilton je u Koreji osvojio jedini pole position u sezoni, što je bio jedini pole position u 2011. kojeg nije ostvario neki od Red Bullovih vozača.

#### 2012.
U prvim kvalifikacijama za Veliku nagradu Australije na stazi Albert Park 17. ožujka, Hamilton je stigao do pole positiona s 0,152 sekundi prednosti ispred momčadskog kolege Jensona Buttona. Bio je to i prvi put, da su Hamilton i Button, otkad su momčadski kolege od 2010., zauzeli prve dvije startne pozicije. Button je bolje startao, te nakon prvog zavoja poveo utrku. Nakon što je Vitalij Petrov u Caterhamu zaustavio svoj bolid na startnom pravcu zbog kvara upravljača u 34. krugu, na stazu je izašao safety car, a Hamilton je u tom trenutku izgubio drugo mjesto kroz boks od Sebastiana Vettela u Red Bullu. Do kraja utrke nije uspio ozbiljnije zaprijetiti Vettelu, te je završio dvije sekunde iza njega.
Još jedan prvi startni red za McLaren uslijedio je na drugoj utrci u Maleziji, s Hamiltonom na pole positionu. Vozači su utrku na kišnom Sepangu 25. ožujka startali na intermediate gumama, a Hamilton je ovog puta uspio zadržati vodstvo na startu. Kiša je ubrzo počela pojačavati, te su svi vozači prešli na wet gume, a u devetom krugu utrka je bila i prekinuta zbog prevelike kiše. Nakon što je utrka nastavljena, vozači su opet otišli u boks po intermediate gume, a Hamilton je u boksu izgubio vrijeme, prvo zbog problema mehaničara prilikom promjene guma, a onda je morao i pričekati Felipea Massu u Ferrariju ispred sebe, da ne bi dobio kaznu zbog nesigurnog izlaska. U utrku se vratio na treće mjesto iza Sergija Péreza u Sauberu, a na istoj poziciji je utrku i završio. U kvalifikacijama za Veliku nagradu Kine, Hamilton je osvojio drugo mjesto iza Nice Rosberga u Mercedesu, no utrku je startao sa sedmog mjesta, zbog kazne od pet mjesta na gridu, koju je dobio zbog promjene mjenjača. Na startu je napredovao dvije pozicije, a u posljednjih deset krugova je pretekao Kimija Räikkönena u Lotusu, te Sebastiana Vettela i Marka Webbera u Red Bullu. Nakon tri utrke, Hamilton je s tri treća mjesta bio vodeći vozač u ukupnom poretku ispred momčadskog kolege Jensona Buttona. Na stazi Sakhir 21. travnja, u kvalifikacijama za Veliku nagradu Bahreina, Hamilton je zauzeo drugo mjesto iza Vettela, a tu je poziciju i zadržao nakon starta. No dva spora zaustavljanja u boksu zbog problema s pričvršćivanjem gume, prvo u 9. krugu, a potom i u 23. krugu, bacili su ga u sredinu poretka. Treći boks u 36. krugu je prošao nešto bolje, a do kraja utrke Hamilton je uspio dohvatiti osmo mjesto i četiri boda.
U Španjolskoj je Hamilton stigao do trećeg pole positiona ove sezone s pola sekunde prednosti ispred Pastora Maldonada u Williamsu, no startao je posljednji. Britanac je zaustavio svoj bolid na stazi prilikom povratka u boks, nakon čega je ustvrđeno kako nije imao dovoljno goriva. Zbog pravila da se svaki bolid mora vratiti u boks koristeći svoj pogon, te mora ostati jedna litra goriva za analizu od strane FIA-e, Hamilton je startao s 24. mjesta. U utrci je napredovao kroz grid, te na kraju osvojio još jedno osmo mjesto. U Monaku je startao s trećeg mjesta iza Marka Webbera u Red Bullu i Nice Rosberga u Mercedesu, a tu je poziciju držao sve do promjene gume, nakon čega je kroz boks izgubio dvije pozicije od Sebastiana Vettela u drugom Red Bullu i Fernanda Alonsa u Ferrariju, te utrku završio na petom mjestu. U kvalifikacijama za Veliku nagradu Kanade, koja se vozila 10. lipnja, Hamilton je ostvario drugo najbrže vrijeme iza Sebastiana Vettela u Red Bullu, a na utrci je tu poziciju držao do odlaska vozača u bokseve. Nakon promjene guma, kroz boks je pretekao Vettela, ali izgubio mjesto od Fernanda Alonsa u Ferrariju, kojeg je već u sljedećem krugu pretekao, te zasjeo na vodeću poziciju. Hamilton je po drugu promjenu guma otišao u 49. krugu, dok su Alonso i Vettel ostali na stazi. S novijim gumama, Hamilton je pretekao Vettela u 62. krugu, odnosno osam krugova prije kraja utrke, a Alonsa u 64. krugu, te tako stigao do prve pobjede u sezoni, odnosno svoje 18. pobjede u Formuli 1. Hamilton je ovom pobjedom postao sedmi različiti pobjednik u sedam utrka na otvaranju sezone. Ovaj novi rekord, koji je srušio onaj stari iz 1983. od pet različitih pobjednika u prvih pet utrka, zadržao se i do danas.
Druge kvalifikacije zaredom, koje su se vozile 23. lipnja za Veliku nagradu Europe u Valenciji, Hamilton je završio drugi iza Sebastiana Vettela u Red Bullu. Na startu je zadržao drugu poziciju, ali je istu izgubio u desetom krugu od Romaina Grosjeana u Lotusu. Zbog sudara Heikkija Kovalainena u Caterhamu i Jean-Érica Vergnea u Toro Rossu u 29. krugu utrke, na stazu je izašao safety car, što su pojedini vozači iskoristili za promjenu guma. Među njima je bio i Hamilton, koji je opet zbog problema kod pričvršćivanja guma u McLarenovom boksu, izgubio treće mjesto od Fernanda Alonsa u Ferrariju. U nastavku su iz utrke odustali Vettel i Grosjean, što je Hamiltona podiglo na drugo mjesto iza Alonsa. Tri kruga prije kraja utrke, Hamilton je izgubio dvoboj s Kimijem Räikkönenom u Lotusu za drugo mjesto. U sljedećem krugu, u dvoboju za posljednju stepenicu postolja, došlo je do sudara Hamiltona i Pastora Maldonada u Williamsu, pri čemu je Hamilton završio u barijerama, te ostao bez bodova u Valenciji.
U kišnim kvalifikacijama za Veliku nagradu Velike Britanije i Veliku nagradu Njemačke, Hamilton je ostvario osmo vrijeme, što mu je bio najlošiji kvalifikacijski rezultat do tada. Na Silverstoneu je Hamilton i vodio utrku tri kruga, ali samo zato što su svi vozači ispred njega otišli u boks po promjenu guma. Kada je i Hamilton promijenio gume, vratio se svoju staru poziciju, te utrku završio na osmom mjestu. Na Hockenheimringu je startao jedno mjesto poviše, zbog toga što je Mark Webber u Red Bullu dobio kaznu zbog promjene mjenjača. Na startu je Ferrarijev Felipe Massa dotaknuo stražnju lijevu gumu Daniela Ricciarda u Toro Rosso, pri čemu je oštetio prednje krilo, a Hamilton je u trećem krugu naletio na Massine krhotine i probušio gumu, što ga je bacilo na 22. mjesto. U nastavku utrke se vozio na začelju, a odustao je u 56. krugu sa 16. mjesta.
Nakon prethodne tri razočaravajuće utrke, u kojima je osvojio samo četiri boda, Hamilton je 29. srpnja na Velikoj nagradi Mađarske na stazi Hungaroring, stigao do druge pobjede u sezoni, te svoje 19. pobjede u Formuli 1. Britanac je poveo utrku s pole positiona, a u posljednjih 18 krugova, nakon drugog odlaska u boks po promjenu guma, se našao pod pritiskom Kimija Räikkönena u Lotusu. Iako se Finac vozio sekundu iza Hamiltona, nije mu uspio ozbiljnije zaprijetiti. Utrku na Spa-Francorchampsu, 2. rujna za Veliku nagradu Belgije, je završio nakon par stotina metara u prvom zavoju, kada je Lotusov Romain Grosjean uzrokovao veliki sudar na startu, zbog čega mu je FIA izrekla zabranu nastupa na utrci u Monzi.
Do treće pobjede u sezoni, Hamilton je stigao 9. rujna na Velikoj nagradi Italije. Britanac je osvojio pole position ispred momčadskog kolege Jensona Buttona, a na startu je došao pod pritisak trećeplasiranog u kvalifikacijama – Felipea Masse u Ferrariju, no uspio je zadržati vodstvo koje, osim kad je otišao u boks po promjenu guma, nije ispuštao do kraja utrke. Svoj šesti pole position u sezoni je osvojio na Velikoj nagradi Singapura, a u utrci je odustao s vodeće pozicije u 23. krugu zbog problema s mjenjačem. Dana 28. rujna, nakon dugotrajnih špekulacija, stigla je vijest da je Hamilton potpisao ugovor s Mercedesom na iduće tri godine, gdje će zamijeniti Michaela Schumachera, a momčadski kolega će mu biti Nico Rosberg.
Na utrkama u Japanu, Južnoj Koreji i Indiji, Hamilton je osvojio bodove, ali bez ostvarenog postolja. Na Suzuki je 7. listopada u kvalifikacijama bio tek deveti, da bi utrku završio na petom mjestu. Na Yeongamu je ostvario treće vrijeme u kvalifikacijama, ali se u utrci mučio zbog visoke potrošnje guma, uzrokovane polomljenom stražnjom zaštitnom šipkom u 18. krugu, te je zbog toga bio jedini vozač koji je u utrci morao tri puta otići u boks. Pred kraj utrke je izašao sa staze u zavoju broj 13, te tom prilikom zakačio dio umjetne trave, koja mu se u posljednja tri kruga vukla iz bolida. Na kraju je, desetim mjestom, osvojio tek jedan bod. Na stazi New Delhi, Hamilton je osvojio četvrto mjesto, nakon što je u utrci imao problema s upravljačem, kojeg je zamijenio u boksu prilikom promjene guma.
Sedmi pole position u sezoni, Hamilton je osvojio u kvalifikacijama za Veliku nagradu Abu Dhabija, s 0,348 sekunde ispred Marka Webbera u Red Bullu. Na startu je poveo utrku, te vodio sve do dvadesetog kruga, kada je odustao zbog problema s protokom goriva. Odustajanjem u Abu Dhabiju, Hamilton je ispao iz svih kalkulacija za osvajanje naslova prvaka. Velika nagrada Sjedinjenih Američkih Država bila je pretposljednja utrka u sezoni, a vozila se na potpuno novoj stazi COTA u Austinu, čime je Teksas postao domaćin dugo očekivanog povratka Formule 1 u Sjedinjene Američke Države nakon 2007. Neslaganje oko ugovora između vlasnika staze i Bernieja Ecclestonea krajem 2011. skoro je poremetilo planove oko održavanja utrke, ali je utrka ipak ostala u kalendaru za 2012. U kvalifikacijama je Hamilton osvojio drugu poziciju iza Sebastiana Vettela u Red Bullu, ali je na startu izgubio mjesto od Marka Webbera u drugom Red Bullu. No u četvrtom krugu, Hamilton se vratio na drugo mjesto iza Vettela. Nakon jedinog ulaska u boks po promjenu guma u 21. krugu, Hamilton se našao na trećem mjestu iza Kimija Räikkönena u Lotusu. No nakon što je i Finac otišao u boks, počeo je Hamiltonov lov na vodećeg Vettela. Britanac se 17 krugova nalazio između 0,5 sekundi i 2,5 sekunde iza Nijemca, a u 42. krugu uspio ga je preteći. Do kraja utrke nije ispuštao vodstvo, te je stigao do četvrte i posljednje pobjede ove sezone, te svoje 21. pobjede u Formuli 1.
U posljednjim kvalifikacijama sezone, za Veliku nagradu Brazila na Interlagosu 24. studenog, Hamilton je stigao do osmog pole positiona ispred momčadskog kolege Jensona Buttona. Na utrci nije padala kiša, no staza je bila mokra. Hamilton je poveo utrku, no u šestom krugu Button prelazi u vodstvo. Već u sljedećem krugu Hamilton vraća poziciju, da bi u osmom krugu Button opet prešao u vodstvo. Kako je kiša počela padati, nekoliko vozača je otišlo u boks po intermedite gume, među njima i Hamilton. Na stazu se vratio kao četvrtoplasirani, no već u sljedećem krugu je pretekao Felipea Massu u Ferrariju na trećem mjestu. Nakon još jedne promjene guma, Hamilton je pretekao Buttona na drugom mjestu u 31. krugu, a vodećeg Nicu Hülkenberga u Force Indiji, nakon pogreške Nijemca, u 48. krugu. No Hülkenberg se nije predao, te je u 55. krugu napao Hamiltona u prvom zavoju, no izgubio je kontrolu nad stražnjim krajem bolida, te zadnjom desnom gumom udario u Hamiltonovu prednju lijevu gumu. Hamiltonu se u sudaru slomio ovjes, te je bio primoran odustati iz utrke.
Hamilton je sezonu završio na četvrtom mjestu konačnog poretka vozača iza Sebastiana Vettela u Red Bullu, Fernanda Alonsa u Ferrariju i Kimija Räikkönena u Lotusu. Osvojio je 190 bodova, s četiri pobjede, sedam pole positiona (jer mu se onaj u Španjolskoj danas statistički ne vodi kao pole position), te ukupno sedam postolja. U vodstvu utrke je proveo 229 krugova, odnosno 1 142 kilometara, a ostvario je i jedan najbrži krug utrke.

### Mercedes (2013. – 2021.)

#### 2013.
Hamilton je pobijedio u Mađarskoj, osvojio pet pole positiona i završio četvrti u ukupnom poretku, dva mjesta iznad novog momčadskog kolege Nice Rosberga.

#### 2014.
Sezona 2014. donijela je borbu za naslov dvaju momčadskih kolega u dominantnom Mercedesovom W05. Nije dobro počelo za Lewisa – sezonu je otvorio odustajanjem u Australiji, ali je nakon toga nanizao četiri pobjede. Do izravnog dvoboja na stazi došlo je na VN Belgije kada je Rosberg prednjim krilom probušio Hamiltonovu stražnju lijevu gumu, zbog čega je Britanac odustao, a Nijemac završio drugi iza Daniela Ricciarda. Nakon toga, Hamilton je pobijedio na šest od preostalih sedam utrka čime je osvojio svoj drugi naslov prvaka u karijeri.

#### 2015.
Haimltom je u obranu naslova krenuo pobjedom s pole positiona u Australiji, a nakon Vettelovog slavlja u Maleziji, Hamilton ostvaruje dvije pobjede u nizu. Rosberg ga je prvi put porazio na petoj utrci prvenstva u Španjolskoj, a Hamilton gubi sigurnu pobjedu u Monaku zbog krive procjene momčadi koja ga je nepotrebno pozvala u boks za vrijeme sigurnosnog automobila. U Kanadi, Lewis dolazi do četvrte pobjede u sezoni, a uslijedio je drugi poraz od momčadskog kolege u Austriji gdje je završio drugi. U Mađarskoj je Lewis još jednom startao s pole positiona, ali gubi vodstvo na startu i u utrci punoj grešaka dolazi do šestoga mjesta. Uslijedile su pobjede u Belgiji i dominantna pobjeda u Italiji na novoj specifikaciji motora gdje je startao prvi, odvozio najbrži krug i vodio svaki krug utrke. Na tri utrke u Japanu, Rusiji i SAD-u, Hamilton je startao drugi, ali i upisao tri pobjede što mu je bilo dovoljno za treći naslov prvaka. Time je postao tek deseti vozač u povijesti Formule 1 s tri ili više naslova.

#### 2020.
Nakon što je Mercedes 14. veljače 2020. pokazao prve fotografije svog novog F1 W11 bolida za 2020., Lewis Hamilton je istog dana zajedno s Valtterijem Bottasom odradio prve krugove na Silverstoneu, pet dana prije početka predsezonskih testiranja u Barceloni. Bottas i Hamilton podijelili su maksimalno dozvoljenih 100 km u sklopu dana za snimanje promotivnih materijala na posebnim Pirellijevim gumama, a test se održao u suhim uvjetima. Novi F1 W11 bio je evolucija uspješnog prethodnika F1 W10 koji je 2019. ostvario pet dvostrukih pobjeda na prvih pet utrka, a momčad je promijenila većinu od 10 000 dijelova na bolidu kako bi izvukli više performansi.
Kada je sezona, koja je bila odgođena četiri mjeseca zbog pandemije koronavirusa, konačno počela 3. srpnja na Red Bull Ringu za Veliku nagradu Austrije, Hamilton je na prvim kvalifikacijama odvezao drugo najbrže vrijeme - 0,012 sekundi iza momčadskog kolege Bottasa. No nakon kvalifikacija, suci su mu dodijelili kaznu od tri mjesta na gridu jer nije usporio za vrijeme žutih zastava u kvalifikacijama. Hamilton je na startu zadržao peto mjesto, a do 11. kruga je pretekao Landa Norrisa u McLarenu, te Alexandera Albona i Maxa Verstappena u Red Bullu. Na drugom mjestu iza Bottasa se vozio sve do 51. kruga, kada je George Russell zbog kvara pumpe goriva, parkirao svoj Williams FW43 na izlazu iz zavoja 4, zbog čega je safety car izašao na stazu. Na restartu utrke, Kimi Räikkönen je na ulasku u zadnji zavoj ostao bez prednje desne gume te je svoj bolid zaustavio na startno – ciljnoj ravnini, zbog čega je safety car ponovo izašao na stazu. Sedam krugova kasnije, zelena zastava je označila ponovni početak utrke. Albon je na novim soft gumama imao sjajan restart te se značajno približio Hamiltonu. Boljim izlaskom iz trećeg zavoja i uz pomoć DRS-a, Albon je s vanjske strane pokušao prijeći Hamiltona u sljedećem zavoju, no Britanac mu nije ostavio previše prostora te je uslijedio kontakt, gdje se Albon izvrtio u šljunku, što mu je kompromitiralo utrku, bacivši ga na posljednje mjesto. Nekoliko krugova kasnije, Hamiltonu stigla je kazna od pet sekundi. Britanac je prošao ciljem drugi iza Bottasa, no zbog kazne je osvojio četvrto mjesto.
Na sljedeća tri grand prix vikenda u Štajerskoj, Mađarskoj i Velikoj Britaniji, Hamilton je osvojio tri pole positiona i isto toliko pobjeda. Na kišnim kvalifikacijama u Štajerskoj, Hamilton je odvezao fantastičan krug, te drugoplasiranog Maxa Verstappena ostavio 1,216 sekundi iza sebe. Sutradan je dominantno stigao do pobjede ispred Bottasa i Verstappena, a ništa manje dominantno nije pobijedio na Hungaroringu, gdje je vodio 69 od 70 krugova, i gdje je nakon utrke preuzeo vodstvo u ukupnom poretku vozača, koje nije ispuštao do kraja sezone. Na domaćem Silverstoneu je vodio sve krugove od starta do cilja, no do pobjede nije stigao lako. Nakon što se Bottas žalio na vibracije u prednjoj lijevoj gumi, došlo je do pucanja gume koje ga je prisililo na ulazak u boks dva kruga prije kraja utrke. Max Verstappen je iskoristio Bottasovo puknuće gume, te preuzeo drugo mjesto. Red Bull je nakon toga pozvao Verstappena na promjenu guma kako bi odvozio najbrži krug, vjerujući da je Hamilton nedostižan s 15 sekundi prednosti, ali u posljednjem krugu i Hamiltonu puca prednja lijeva guma nakon čega se jedva dovukao do cilja s pet sekundi prednosti ispred Verstappena.
Na Velikoj nagradi 70. obljetnice Hamilton je osvojio drugo mjesto, nakon što je s istog mjesta i startao. Valtteri Bottas je uspio je obraniti najbolju startnu poziciju ispred Hamiltona, a velika potrošnja guma bila je vidljiva već nakon nekoliko krugova. Mercedesi na mediumu su se mučili, što je išlo na ruku Maxu Verstappenu koji je startao na hard gumama. Nakon promjene guma Verstappen se na stazu vratio ispred Hamilton i tik iza Bottasa, kojeg je ubrzo pretekao na stazi. Tri kruga prije kraja, Hamilton je pretekao Bottasa na drugoj poziciji. U Španjolskoj i Belgiji, Hamilton je stigao do dva pole positiona, a sutradan u utrkama i do pobjede, gdje je vodio od starta do cilja, ukupno 110 krugova u dvije utrke. U Španjolskoj je Mercedesu donio 200. pole position u Formuli 1.
U kvalifikacijama za Veliku nagradu Italije na Monzi, Hamilton je stigao do još jednog pole positiona, a sutradan poveo utrku na startu. U 19. krugu, kada je vodeći Hamilton imao oko 13 sekundi prednosti ispred drugoplasiranog Carlosa Sainza u McLarenu, Kevin Magnussen je zbog kvara zaustavio svoj Haas pokraj staze nakon Parabolice. Bio je to uzrok izlaska sigurnosnog automobila na stazu, a momčad Mercedesa nakon toga čini neobjašnjivu grešku, pozivajući Hamiltona na promjenu guma u boks kada je on bio zatvoren. Hamilton je obavio promjenu guma, ali su mu suci dodijelili deset sekundi kazne prilikom sljedeće promjene u boksu. Nakon što je obavio kaznu u 28. krugu, Hamilton je pao na posljednje 17. mjesto. U nastavku utrke je uspio napredovati kroz grid, a u posljedjnem krugu je pretekao Estebana Ocona u Renaultu, te utrku završio na 7. mjestu.

Nakon što je na 12. rujna u kvalifikacijama za Veliku nagradu Toskane osvojio pole position s 0,059 sekundi prednosti ispred Valtterija Bottasa, Hamilton nije dobro startao utrku na Mugellu, te je izgubio vodeću poziciju od momčadskog kolege. Nakon što je utrka prekinuta zbog sudara, a potom nastavljena u desetom krugu, Hamilton je na stajaćem restartu pretekao Bottasa. Vodstvo koje je tada stekao, nije ispuštao do kraja utrke, te je stigao do svoje 90. pobjede u Formuli 1.
 Nakon što je na Velikoj nagradi Rusije osvojio osmi pole position u sezoni, Hamilton je prije početka utrke dva puta vježbao probni start na nedozvoljenom mjestu. Britanac je zadržao vodstvo na startu, ali u nastavku vodstvo utrke je uskoro objavilo da je Hamilton dobio dvije kazne od pet sekundi zbog nedozvoljenih probnih startova, pa je morao čekati deset sekundi prilikom promjene guma u 16. krugu kada je imao skoro tri sekunde prednosti ispred momčadskog kolege Valtterija Bottasa. Na stazu se vratio na 10. mjestu, a do kraja utrke se uspio probiti do trećega mjesta s točno 15 sekundi zaostatka za Maxom Verstappenom u Red Bullu. Hamilton je zbog probnih startova prvotno dobio i dva kaznena boda, no naknadno su poništena. FIA-in trkaći direktor Michael Masi nakon utrke je izjavio da su kazneni bodovi u ovom slučaju neprimjereni iako je kazna od dvaput po pet sekundi na mjestu, što je kasnije dovelo do poništavanja kaznenih bodova. Umjesto dva kaznena boda za Hamiltona, FIA je kaznila Mercedes s 25 000 eura kazne jer Hamiltona nisu upozorili da ne smije izvoditi probne startove na mjestima na kojima je to učinio.
Na sljedećih pet utrka, Hamilton je upisao pet uzastopnih pobjeda. Na prvi put u povijesti Formule 1 održanoj Velikoj nagradi Eifela, koja se prvi put od 2013. vozila na Nürburgringu, Hamilton je u kvalifikacijama odvezao drugo vrijeme iza Bottasa. Hamilton je zaprijetio Bottasu boljim startom, ali Bottas je uspio zadržati vodstvo s vanjske strane drugoga zavoja. U nastavku utrke, Bottas je odustao zbog problema s pogonskom jedinicom u 18. krugu, a Hamilton je 91. pobjedom u Formuli 1 u 261 nastupu, izjednačio rekord Michaela Schumachera koji je posljednju 91. pobjedu u Kini 2006. ostvario u 246. nastupu. U kvalifikacijama za Veliku nagradu Portugala, koja se vozila prvi put od 1996. na novoj stazi Algarve, Hamilton je stigao do devetog pole positiona u sezoni. Zbog nedostatka gripa u gumama, Hamilton je na startu izgubio dva mjesta od momčadskog kolege Valtterija Bottasa i Carlosa Sainza u McLarenu. No u 7. krugu je pretekao Sainza, a u 20. krugu i Bottasa, te stigao do 92. pobjede u Formuli 1, postavši tako prvi vozač u povijesti s 92 pobjede.
Prvi put nakon 2006., Formula 1 se vozila na Imoli, a prvi put u povijesti se održala Velika nagrada Emilia Romagne. Valtteri Bottas je poveo s pole positiona, a Hamilton je s drugog pao na treće mjesto iza Maxa Verstappena u Red Bullu. Nakon što su Verstappen i Bottas otišli u boks po promjenu guma, Hamilton je preuzeo vodstvo. Odustajanje Estebana Ocona u Alpineu zbog problema s mjenjačem, izazvalo je uvjete virtualnoga sigurnosnog automobila i Hamiltonu omogućilo da se nakon promjene guma vrati u vodstvo, koje nije ispuštao do kraja utrke. Na istoj utrci je Mercedes stigao do sedme uzastopne konstruktorske titule.

## Ostalo

### Način vožnje
Lewis Hamilton je poznat po svom agresivnom i zanimljivom načinu vožnje. Također je poznat po svom oštrom ulasku u zavoj. Povjerenje u kontrolu automobila Hamiltonu omogućuje izvrsnu vožnju u kišnim uvjetima što je bio dokaz na Velikoj nagradi Velike Britanije 2008. godine. Samouvjerenost je pokazao i tijekom pretjecanja, što je odrazilo 32 pretjecanja u četiri utrke tijekom sezone 2010.
Njegov agresivni način vožnje ponekad privlači pozornost kritičara. U sezoni 2010. tijekom Velike nagrade Malezije 2010. kritičari su tvrdili da je obrambena vožnja Hamiltona bila namjera slomiti ravnotežu Renaultu za čijim je upravljačem bio Vitalij Petrov. Hamilton se ubrzo obranio od tih optužbi, ali je voditelj utrka Charlie Whiting proglasio da će se ubuduće kažnjavati takva vožnja. Lewis Hamilton je na Velike nagrade Malezije 2011. godine bio kažnjen zbog istog prekomjernog krivudanja stazom zajedno s bivšim timskim kolegom Fernandom Alonsom. Na Velikoj nagradi Monaka 2011. godine ponovno je kažnjen zbog namjernog sudara s Pastorom Maldonadom, vozačem Williamsa.

### Momčadski kolege
| Sezona | Vozač             | Plasman | Bodovi | Postolja  | Postolja  | Postolja  | Prvo startno mjesto | Najbrži krug | Krugovi u vodstvu |
| Sezona | Vozač             | Plasman | Bodovi | 1. mjesto | 2. mjesto | 3. mjesto | Prvo startno mjesto | Najbrži krug | Krugovi u vodstvu |
| ------ | ----------------- | ------- | ------ | --------- | --------- | --------- | ------------------- | ------------ | ----------------- |
| 2007.  | Lewis Hamilton    | 2.      | 109    | 4         | 5         | 3         | 6                   | 2            | 321               |
| 2007.  | Fernando Alonso   | 3.      | 109    | 4         | 4         | 4         | 2                   | 3            | 203               |
| 2008.  | Lewis Hamilton    | 1.      | 98     | 5         | 2         | 3         | 7                   | 1            | 294               |
| 2008.  | Heikki Kovalainen | 7.      | 53     | 1         | 1         | 1         | 1                   | 2            | 31                |
| 2009.  | Lewis Hamilton    | 5.      | 49     | 2         | 1         | 2         | 4                   | -            | 182               |
| 2009.  | Heikki Kovalainen | 12.     | 22     | -         | -         | -         | -                   | -            | 2                 |
| 2010.  | Lewis Hamilton    | 4.      | 240    | 3         | 5         | 1         | 1                   | 5            | 100               |
| 2010.  | Jenson Button     | 5.      | 214    | 2         | 3         | 2         | -                   | 1            | 145               |
| 2011.  | Lewis Hamilton    | 5.      | 227    | 3         | 3         | -         | 1                   | 3            | 150               |
| 2011.  | Jenson Button     | 2.      | 270    | 3         | 4         | 5         | -                   | 3            | 88                |
| 2012.  | Lewis Hamilton    | 4.      | 190    | 4         | -         | 3         | 7                   | 1            | 229               |
| 2012.  | Jenson Button     | 5.      | 188    | 3         | 3         | -         | 1                   | 2            | 136               |
| 2013.  | Lewis Hamilton    | 4.      | 189    | 1         | -         | 4         | 5                   | 1            | 66                |
| 2013.  | Nico Rosberg      | 6.      | 171    | 2         | 1         | 1         | 3                   | -            | 104               |
| 2014.  | Lewis Hamilton    | 1.      | 384    | 11        | 3         | 2         | 11                  | 7            | 495               |
| 2014.  | Nico Rosberg      | 2.      | 317    | 5         | 10        | -         | 7                   | 5            | 483               |
| 2015.  | Lewis Hamilton    | 1.      | 381    | 10        | 6         | 1         | 11                  | 8            | 587               |
| 2015.  | Nico Rosberg      | 2.      | 322    | 6         | 7         | 2         | 7                   | 5            | 349               |
| 2016.  | Lewis Hamilton    | 2.      | 380    | 10        | 3         | 4         | 12                  | 3            | 566               |
| 2016.  | Nico Rosberg      | 1.      | 385    | 9         | 5         | 2         | 8                   | 6            | 489               |
| 2017.  | Lewis Hamilton    | 1.      | 363    | 9         | 4         | -         | 11                  | 7            | 527               |
| 2017.  | Valtteri Bottas   | 3.      | 305    | 3         | 6         | 4         | 4                   | 2            | 187               |
| 2018.  | Lewis Hamilton    | 1.      | 408    | 11        | 3         | 3         | 11                  | 3            | 458               |
| 2018.  | Valtteri Bottas   | 5.      | 247    | -         | 7         | 1         | 2                   | 7            | 84                |
| 2019.  | Lewis Hamilton    | 1.      | 413    | 11        | 4         | 2         | 5                   | 6            | 511               |
| 2019.  | Valtteri Bottas   | 2.      | 326    | 4         | 7         | 4         | 5                   | 3            | 185               |
| 2020.  | Lewis Hamilton    | 1.      | 347    | 11        | 1         | 2         | 10                  | 6            | 668               |
| 2020.  | Valtteri Bottas   | 2.      | 223    | 2         | 6         | 3         | 5                   | 2            | 188               |

### Kaciga
S obzirom na činjenicu da je Hamilton rekao za Ayrtona Sennu da je on njegov uzor, tako da su mnogi ljudi pretpostavljali da je žuta boja na kacigi u čast njemu. U stvarnosti, kaciga je žuta jer je njegov otac želio da ga ta boja podsjeća na Lewisove dane dok se natjecao u kartingu. Hamilton je za kacigu izabrao plavu, zelenu i crvenu boju koje su izgledale kao vrpca; međutim, Hamilton je kasnije taj dizajn smatrao zastarjelim. Kasnije je umjesto vrpce stavio bijeli prsten na kojem je napravio mjesta za sponzore i logoe.
Tijekom Velike nagrade Monaka 2010. godine, Hamilton je promijenio dizajn svoje kacige dodatkom rulete na vrh kacige. Hamilton je rekao, "...Nosim posebno oslikanu kacigu za svaku prigodu. Kada je vidite, znat ćete da se nadam boljim rezultatima." Za Veliku nagradu Indije 2011. godine, Hamilton je imao sliku pjevača Boba Marleya na vrhu svoje kacige, jer je njegov veliki obožavatelj. Lewis je na Velikoj nagradi Brazila iste godine imao kacigu na kojoj se njegov dizajn preklapa s onim dizajnom Ayrtona Senne. Poslije utrke kaciga je na aukciji donirana kao pomoć zakladi Ayrtona Senne.

### Slika
U listopadu 2008. godine, slikar Ian Cook je napravio Hamiltonov portret veličine kao dva dvokatna Londonska autobusa, koji je postavljen na Tower Bridge. Cook je koristio pedeset različitih autića umočenih u boju da bi stvorio sliku. Slika je visoka 12 metara, te široka 8 metara. Lewis Hamilton je 19. ožujka 2009. godine dobio kip od voska u muzeju Madame Tussauds u Londonu, gdje se pridružio Michaelu Schumacheru, Ayrtonu Senni i Nigelu Mansellu.

## Rezultati

### Karting
| Sezona | Prvenstvo / Utrka                            | Plasman |
| ------ | -------------------------------------------- | ------- |
| 1995.  | Super 1 National IAME Cadet Championship     | 1.      |
| 1996.  | Kartmasters British Grand Prix - Comer Cadet | 1.      |
| 1997.  | Super 1 National Formula Yamaha Championship | 1.      |
| 1998.  | 28° Torneo Industrie - 100 Junior            | 19.     |
| 1998.  | Green Helmet Trophy Cadets                   | 12.     |
| 1998.  | Italian Open Masters ICA Junior              | 4.      |
| 1999.  | 29° Torneo Industrie Open - ICA              | 1.      |
| 1999.  | South Garda Winter Cup ICA Junior            | 6.      |
| 1999.  | 10° Trofeo Andrea Margutti - 100 Junior      | 18.     |
| 1999.  | Italian Open Masters ICA Junior              | 4.      |
| 1999.  | European Championship ICA Junior             | 2.      |
| 2000.  | Andrea Margutti Trophy - Formula A           | 7.      |
| 2000.  | World Cup Formula A                          | 1.      |
| 2000.  | European Championship Formula A              | 1.      |
| 2000.  | World Championship Formula A                 | 20.     |
| 2001.  | South Garda Winter Cup Formula Super A       | 7.      |
| 2001.  | Italian Open Masters Formula A               | 4.      |
| 2001.  | World Championship Formula Super A           | 15.     |

### Automobilizam
| Sezona                           | Prvenstvo / *Utrka                          | Momčad                        | Šasija                        | Motor                   | Utrke | Pobjede | Podiji | Bodovi | Plasman |
| -------------------------------- | ------------------------------------------- | ----------------------------- | ----------------------------- | ----------------------- | ----- | ------- | ------ | ------ | ------- |
| 2001.                            | Britanska Formula Renault 2.0 Winter Series | Manor Motorsport              | Tatuus FR2000                 | Renault                 | 4     | 0       | 0      | 48     | 7.      |
| 2002.                            |                                             |                               |                               |                         |       |         |        |        |         |
| Britanska Formula Renault        | Manor Motorsport                            | Tatuus FR2000                 | Renault                       | 13                      | 3     | 7       | 274    | 3.     |         |
| Formula Renault 2000 Eurocup     | Manor Motorsport                            | Tatuus FR2000                 | Renault                       | 4                       | 1     | 3       | 92     | 5.     |         |
| 2003.                            |                                             |                               |                               |                         |       |         |        |        |         |
| Britanska Formula Renault        | Manor Motorsport                            | Tatuus FR2000                 | Renault                       | 15                      | 10    | 13      | 419    | 1.     |         |
| Britanska Formula 3              | Manor Motorsport                            | Dallara F303                  | Mugen-Honda                   | 2                       | 0     | 0       | 0      | −      |         |
| Formula Renault 2000 Masters     | Manor Motorsport                            | Tatuus FR2000                 | Renault                       | 2                       | 0     | 1       | 24     | 12.    |         |
| Njemačka Formula Renault 2000    | Manor Motorsport                            | Tatuus FR2000                 | Renault                       | 2                       | 0     | 0       | 25     | 27.    |         |
| Korea Super Prix*                | Manor Motorsport                            | Dallara F302                  | Mugen-Honda                   | 1                       | 0     | 0       | -      | −      |         |
| Macau Grand Prix*                | Manor Motorsport                            | Dallara F302                  | Mugen-Honda                   | 1                       | 0     | 0       | -      | −      |         |
| 2004.                            | Euro Formula 3                              | Manor Motorsport              | Dallara F302                  | Mercedes                | 20    | 1       | 5      | 69     | 5.      |
| 2004.                            | Bahrain F3 Superprix*                       | Manor Motorsport              | Dallara F302                  | Mercedes                | 1     | 1       | 1      | -      | 1.      |
| 2004.                            | Macau Grand Prix*                           | Manor Motorsport              | Dallara F302                  | Mercedes                | 1     | 0       | 0      | -      | 14.     |
| 2004.                            | Masters of Formula 3*                       | Manor Motorsport              | Dallara F302                  | Mercedes                | 1     | 0       | 0      | -      | 7.      |
| 2005.                            |                                             |                               |                               |                         |       |         |        |        |         |
| Euro Formula 3                   | ASM Formule 3                               | Dallara F305                  | Mercedes                      | 20                      | 15    | 17      | 172    | 1.     |         |
| Masters of Formula 3*            | ASM Formule 3                               | Dallara F305                  | Mercedes                      | 1                       | 1     | 1       | -      | 1.     |         |
| 2006.                            |                                             |                               |                               |                         |       |         |        |        |         |
| GP2 Series                       | ART Grand Prix                              | Dallara GP2/05                | Renault 4.0 V8                | 21                      | 5     | 14      | 114    | 1.     |         |
| 2007.                            |                                             |                               |                               |                         |       |         |        |        |         |
| FIA Svjetsko prvenstvo Formule 1 | Vodafone McLaren Mercedes                   | McLaren MP4-22                | Mercedes FO 108T 2.4 V8       | 17                      | 4     | 12      | 109    | 2.     |         |
| 2008.                            |                                             |                               |                               |                         |       |         |        |        |         |
| FIA Svjetsko prvenstvo Formule 1 | Vodafone McLaren Mercedes                   | McLaren MP4-23                | Mercedes FO 108V 2.4 V8       | 18                      | 5     | 10      | 98     | 1.     |         |
| 2009.                            | FIA Svjetsko prvenstvo Formule 1            | Vodafone McLaren Mercedes     | McLaren MP4-24                | Mercedes FO 108W 2.4 V8 | 17    | 2       | 5      | 49     | 5.      |
| 2010.                            | FIA Svjetsko prvenstvo Formule 1            | Vodafone McLaren Mercedes     | McLaren MP4-25                | Mercedes FO 108X 2.4 V8 | 19    | 3       | 9      | 240    | 4.      |
| 2011.                            | FIA Svjetsko prvenstvo Formule 1            | Vodafone McLaren Mercedes     | McLaren MP4-26                | Mercedes FO 108Y 2.4 V8 | 19    | 3       | 6      | 227    | 5.      |
| 2012.                            | FIA Svjetsko prvenstvo Formule 1            | Vodafone McLaren Mercedes     | McLaren MP4-27                | Mercedes FO 108Z 2.4 V8 | 20    | 4       | 7      | 190    | 4.      |
| 2013.                            | FIA Svjetsko prvenstvo Formule 1            | Mercedes AMG Petronas F1 Team | Mercedes F1 W04               | Mercedes FO 108F 2.4 V8 | 19    | 1       | 5      | 189    | 4.      |
| 2014.                            |                                             |                               |                               |                         |       |         |        |        |         |
| FIA Svjetsko prvenstvo Formule 1 | Mercedes AMG Petronas F1 Team               | Mercedes F1 W05               | Mercedes PU106A Hybrid 1.6 V6 | 19                      | 11    | 16      | 384    | 1.     |         |
| 2015.                            |                                             |                               |                               |                         |       |         |        |        |         |
| FIA Svjetsko prvenstvo Formule 1 | Mercedes AMG Petronas F1 Team               | Mercedes F1 W06               | Mercedes PU106B Hybrid 1.6 V6 | 19                      | 10    | 17      | 381    | 1.     |         |
| 2016.                            |                                             |                               |                               |                         |       |         |        |        |         |
| FIA Svjetsko prvenstvo Formule 1 | Mercedes AMG Petronas F1 Team               | Mercedes F1 W07               | Mercedes PU106C Hybrid 1.6 V6 | 21                      | 10    | 17      | 380    | 2.     |         |

#### Potpuni popis rezultata u Formuli Renault 2000 Eurocup
(legenda) (Utrke označene debelim slovima označuju najbolju startnu poziciju) (Utrke označene kosim slovima označuju najbrži krug utrke)
| Godina | Momčad           | 1.  | 2.  | 3.  | 4.  | 5.  | 6.    | 7.    | 8.    | 9.    | Poredak | Bodovi |
| ------ | ---------------- | --- | --- | --- | --- | --- | ----- | ----- | ----- | ----- | ------- | ------ |
| 2002.  | Manor Motorsport | MAG | SIL | JAR | AND | OSC | SPA 7 | IMO 2 | DON 1 | EST 2 | 5.      | 92     |

#### Potpuni popis rezultata u Britanskoj Formuli 3
(legenda) (Utrke označene debelim slovima označuju najbolju startnu poziciju) (Utrke označene kosim slovima označuju najbrži krug utrke)
| Godina | Momčad           | 1.    | 2.    | 3.    | 4.    | 5.    | 6.    | 7.    | 8.    | 9.    | 10.   | 11.   | 12.   | 13.   | 14.   | 15.   | 16.   | 17.   | 18.   | 19.   | 20.   | 21.   | 22.   | 23.       | 24.       | Poredak | Bodovi |
| ------ | ---------------- | ----- | ----- | ----- | ----- | ----- | ----- | ----- | ----- | ----- | ----- | ----- | ----- | ----- | ----- | ----- | ----- | ----- | ----- | ----- | ----- | ----- | ----- | --------- | --------- | ------- | ------ |
| 2003.  | Manor Motorsport | DON 1 | DON 2 | SNE 1 | SNE 2 | CRO 1 | CRO 2 | KNO 1 | KNO 2 | SIL 1 | SIL 2 | CAS 1 | CAS 2 | OUL 1 | OUL 2 | ROC 1 | ROC 2 | THR 1 | THR 2 | SPA 1 | SPA 2 | DON 1 | DON 2 | BRH 1 Ret | BRH 2 Ret | NC      | 0      |

#### Potpuni popis rezultata uEuro Formuli 3
(legenda) (Utrke označene debelim slovima označuju najbolju startnu poziciju) (Utrke označene kosim slovima označuju najbrži krug utrke)
| Godina | Momčad           | Šasija           | Motor        | 1.       | 2.      | 3.        | 4.      | 5.        | 6.      | 7.      | 8.      | 9.      | 10.     | 11.       | 12.      | 13.      | 14.     | 15.       | 16.     | 17.     | 18.     | 19.     | 20.     | Poredak | Bodovi |
| ------ | ---------------- | ---------------- | ------------ | -------- | ------- | --------- | ------- | --------- | ------- | ------- | ------- | ------- | ------- | --------- | -------- | -------- | ------- | --------- | ------- | ------- | ------- | ------- | ------- | ------- | ------ |
| 2004.  | Manor Motorsport | Dallara F302/049 | HWA-Mercedes | HOC 1 11 | HOC 2 6 | EST 1 Ret | EST 2 9 | ADR 1 Ret | ADR 2 5 | PAU 1 4 | PAU 2 7 | NOR 1   | NOR 1 3 | MAG 1 Ret | MAG 2 21 | NÜR 1 3  | NÜR 2 4 | ZAN 1 3   | ZAN 2 6 | BRN 1 7 | BRN 2 4 | HOC 3 2 | HOC 4 6 | 5.      | 68     |
| 2005.  | ASM Formule 3    | Dallara F305/021 | Mercedes     | HOC 1    | HOC 2 3 | PAU 1     | PAU 2 1 | SPA 1 DSQ | SPA 2 1 | MON 1   | MON 2 1 | OSC 1 3 | OSC 2 1 | NOR 1     | NOR 2 1  | NÜR 1 12 | NÜR 2 1 | ZAN 1 Ret | ZAN 2 1 | LAU 1   | LAU 2 1 | HOC 3 1 | HOC 4 1 | 1.      | 172    |

#### Potpuni popis rezultata uGP2 Series
(legenda) (Utrke označene debelim slovima označuju najbolju startnu poziciju) (Utrke označene kosim slovima označuju najbrži krug utrke)
| Godina | Momčad         | 1.      | 2.      | 3.        | 4.       | 5.    | 6.      | 7.      | 8.      | 9.    | 10.   | 11.     | 12.      | 13.     | 14.     | 15.     | 16.      | 17.   | 18.     | 19.   | 20.     | 21.   | Poredak | Bodovi |
| ------ | -------------- | ------- | ------- | --------- | -------- | ----- | ------- | ------- | ------- | ----- | ----- | ------- | -------- | ------- | ------- | ------- | -------- | ----- | ------- | ----- | ------- | ----- | ------- | ------ |
| 2006.  | ART Grand Prix | VAL 1 2 | VAL 2 6 | SMR 1 DSQ | SMR 2 10 | EUR 1 | EUR 2 1 | ŠPA 1 2 | ŠPA 2 4 | MON 1 | VBR 1 | VBR 2 1 | FRA 1 19 | FRA 2 5 | NJE 1 2 | NJE 2 3 | MAĐ 1 10 | MAĐ 2 | TUR 1 2 | TUR 2 | ITA 1 3 | ITA 2 | 1.      | 114    |

#### Potpuni popis rezultata uFormuli 1
(legenda) (Utrke označene debelim slovima označuju najbolju startnu poziciju) (Utrke označene kosim slovima označuju najbrži krug utrke)
| Godina | Konstruktor / Momčad                       | 1.      | 2.     | 3.     | 4.    | 5.      | 6.     | 7.      | 8.      | 9.      | 10.     | 11.   | 12.     | 13.     | 14.     | 15.     | 16.     | 17.     | 18.     | 19.     | 20.     | 21.   | 22.   | 23. | Bodovi | Poredak |
| ------ | ------------------------------------------ | ------- | ------ | ------ | ----- | ------- | ------ | ------- | ------- | ------- | ------- | ----- | ------- | ------- | ------- | ------- | ------- | ------- | ------- | ------- | ------- | ----- | ----- | --- | ------ | ------- |
| 2007.  | McLaren-Mercedes Vodafone McLaren Mercedes | AUS 3   | MAL 2  | BHR 2  | ŠPA 2 | MON 2   | KAN 1  | SAD 1   | FRA 3   | VBR 3   | EUR 9   | MAĐ 1 | TUR 5   | ITA 2   | BEL 4   | JAP 1   | KIN Ret | BRA 7   |         |         |         |       |       |     | 109    | 2.      |
| 2008.  | McLaren-Mercedes Vodafone McLaren Mercedes | AUS 1   | MAL 5  | BHR 13 | ŠPA 3 | TUR 2   | MON 1  | KAN Ret | FRA 10  | VBR 1   | NJE 1   | MAĐ 5 | EUR 2   | BEL 3   | ITA 7   | SIN 3   | JAP 12  | KIN 1   | BRA 5   |         |         |       |       |     | 98     | 1.      |
| 2009.  | McLaren-Mercedes Vodafone McLaren Mercedes | AUS DSQ | MAL 7‡ | KIN 6  | BHR 4 | ŠPA 9   | MON 12 | TUR 13  | VBR 16  | NJE 18  | MAĐ 1   | EUR 2 | BEL Ret | ITA 12† | SIN 1   | JAP 3   | BRA 3   | ABU Ret |         |         |         |       |       |     | 49     | 5.      |
| 2010.  | McLaren-Mercedes Vodafone McLaren Mercedes | BHR 3   | AUS 6  | MAL 6  | KIN 2 | ŠPA 14† | MON 5  | TUR 1   | KAN 1   | EUR 2   | VBR 2   | NJE 4 | MAĐ Ret | BEL 1   | ITA Ret | SIN Ret | JAP 5   | KOR 2   | BRA 4   | ABU 2   |         |       |       |     | 240    | 4.      |
| 2011.  | McLaren-Mercedes Vodafone McLaren Mercedes | AUS 2   | MAL 8  | KIN 1  | TUR 4 | ŠPA 2   | MON 6  | KAN Ret | EUR 4   | VBR 4   | NJE 1   | MAĐ 4 | BEL Ret | ITA 4   | SIN 5   | JAP 5   | KOR 2   | IND 7   | ABU 1   | BRA Ret |         |       |       |     | 227    | 5.      |
| 2012.  | McLaren-Mercedes Vodafone McLaren Mercedes | AUS 3   | MAL 3  | KIN 3  | BHR 8 | ŠPA 8   | MON 5  | KAN 1   | EUR 19† | VBR 8   | NJE Ret | MAĐ 1 | BEL Ret | ITA 1   | SIN Ret | JAP 5   | KOR 10  | IND 4   | ABU Ret | SAD 1   | BRA Ret |       |       |     | 190    | 4.      |
| 2013.  | Mercedes Mercedes AMG Petronas F1 Team     | AUS 5   | MAL 3  | KIN 3  | BHR 5 | ŠPA 12  | MON 4  | KAN 3   | VBR 4   | NJE 5   | MAĐ 1   | BEL 3 | ITA 9   | SIN 5   | KOR 5   | JAP Ret | IND 6   | ABU 7   | SAD 4   | BRA 9   |         |       |       |     | 189    | 4.      |
| 2014.  | Mercedes Mercedes AMG Petronas F1 Team     | AUS Ret | MAL 1  | BHR 1  | KIN 1 | ŠPA 1   | MON 2  | KAN Ret | AUT 2   | VBR 1   | NJE 3   | MAĐ 3 | BEL Ret | ITA 1   | SIN 1   | JAP 1   | RUS 1   | SAD 1   | BRA 2   | ABU 1   |         |       |       |     | 384    | 1.      |
| 2015.  | Mercedes Mercedes AMG Petronas F1 Team     | AUS 1   | MAL 2  | KIN 1  | BHR 1 | ŠPA 2   | MON 3  | KAN 1   | AUT 2   | VBR 1   | MAĐ 6   | BEL 1 | ITA 1   | SIN Ret | JAP 1   | RUS 1   | SAD 1   | MEX 2   | BRA 2   | ABU 2   |         |       |       |     | 202    | 1.      |
| 2016.  | Mercedes Mercedes AMG Petronas F1 Team     | AUS 2   | BHR 3  | KIN 7  | RUS 2 | ŠPA Ret | MON 1  | KAN 1   | EUR 5   | AUT 1   | VBR 1   | MAĐ 1 | NJE 1   | BEL 3   | ITA 2   | SIN 3   | MAL Ret | JAP 3   | SAD 1   | MEX 1   | BRA 1   | ABU 1 |       |     | 380    | 2.      |
| 2017.  | Mercedes Mercedes AMG Petronas Motorsport  | AUS 2   | KIN 1  | BHR 2  | RUS 4 | ŠPA 1   | MON 7  | KAN 1   | AZE 5   | AUT 4   | VBR 1   | MAĐ 4 | BEL 1   | ITA 1   | SIN 1   | MAL 2   | JAP 1   | SAD 1   | MEX 9   | BRA 4   | ABU 2   |       |       |     | 363    | 1.      |
| 2018.  | Mercedes Mercedes AMG Petronas Motorsport  | AUS 2   | BHR 3  | KIN 4  | AZE 1 | ŠPA 1   | MON 3  | KAN 5   | FRA 1   | AUT Ret | VBR 2   | NJE 1 | MAĐ 1   | BEL 2   | ITA 1   | SIN 1   | RUS 1   | JAP 1   | SAD 3   | MEX 4   | BRA 1   | ABU 1 |       |     | 408    | 1.      |
| 2019.  | Mercedes Mercedes AMG Petronas Motorsport  | AUS 2   | BHR 1  | KIN 1  | AZE 2 | ŠPA 1   | MON 1  | KAN 1   | FRA 1   | AUT 5   | VBR 1   | NJE 9 | MAĐ 1   | BEL 2   | ITA 3   | SIN 4   | RUS 1   | JAP 3   | MEX 1   | SAD 2   | BRA 7   | ABU 1 |       |     | 413    | 1.      |
| 2020.  | Mercedes Mercedes AMG Petronas F1 Team     | AUT 4   | ŠTJ 1  | MAĐ 1  | VBR 1 | 70A 2   | ŠPA 1  | BEL 1   | ITA 7   | TOS 1   | RUS 3   | EIF 1 | POR 1   | EMI 1   | TUR 1   | BAH 1   | SAK     | ABU 3   |         |         |         |       |       |     | 347    | 1.      |
| 2021.  | Mercedes Mercedes AMG Petronas F1 Team     | BHR 1   | EMI 2  | POR 1  | ŠPA 1 | MON 7   | AZE 15 | FRA 2   | ŠTJ 2   | AUT 4   | VBR 1   | MAĐ 2 | BEL 3‡  | NIZ 2   | ITA Ret | RUS 1   | TUR 5   | SAD 2   | MEX 2   | SÃO 1   | KAT 1   | SAU 1 | ABU 2 |     | 387.5  | 2.      |

† Nije završio, ali je klasificiran jer je završio više od 90% utrke.
‡ Dodijeljeno pola bodova zbog neodvežene utrke s minimalnom distancom od 75% dužine ukupne utrke.
* Sezona u tijeku.

### Rekordi u Formuli 1
| Prvenstva                                             | Prvenstva | Prvenstva                                       |
| ----------------------------------------------------- | --------- | ----------------------------------------------- |
| Najviše naslova svjetskog prvaka                      | 7         | Rekord dijeli s Michaelom Schumacherom.         |
| Pobjede                                               |           |                                                 |
| Najviše pobjeda                                       | 99        | Rekord drži od VN Portugala 2020.               |
| Najviše pobjeda u debitantskoj sezoni                 | 4         | Rekord dijeli s Jacquesom Villeneuveom iz 1996. |
| Najviše pobjeda u sezoni bez osvojenog naslova prvaka | 10        | Sezona 2016.                                    |
| Najviše pobjeda s jednom momčadi                      | 78        | Mercedes                                        |
| Najviše pobjeda na istoj Velikoj nagradi              | 8         | VN Mađarske VN Velike Britanije                 |
| Najviše pobjeda na domaćoj Velikoj nagradi            | 8         | VN Velike Britanije                             |
| Najviše pobjeda na različitim stazama                 | 29        | Rekord drži od VN Brazila 2016.                 |
| Najviše pobjeda s pole positiona                      | 59        | Rekord drži od VN SAD 2017.                     |